# Rumpelbachschlucht
Die Rumpelbachschlucht ist eine kleine Sandsteinschlucht in Mittelfranken (Bayern) beim Altdorfer Gemeindeteil Röthenbach. Nach dem bei der Stadt Röthenbach in die Pegnitz mündenden Röthenbach, an dessen Oberlauf die felsige Kerbe liegt, wird sie auch Röthenbachklamm genannt.

## Geographische Lage
Die Schlucht befindet sich im gemeindefreien Gebiet Winkelhaid etwa 400 Meter nordwestlich von Röthenbach und 2,6 Kilometer östlich von Ungelstetten entfernt.

## Beschreibung
In der kleinen, aber wildromantisch anmutenden Schlucht fließt der Röthenbach auf einer Länge von etwa 300 Metern zum Teil zwischen stark verwitterten, bis fünf Meter hohen Felsformationen aus Sandstein. Am Eintritt in die Schlucht dicht am Ort Röthenbach hat der Bach einen kleinen Wasserfall geschaffen; das Flüsschen fällt hier über zwei kleine Stufen gleitend drei Meter ab. In den anschließenden Felspartien sind eindrucksvolle Auswaschungen, kleinere Höhlen und Auswitterungen zu finden, im weiteren Verlauf auch Reste früherer Felsstürze. An den Prallhängen und weiteren Aufschlüssen sind gut die Sandsteinbänke des oberen Keupers zu erkennen. Im breiten Kerbsohlental unterhalb der Schlucht mäandert der Bach dann in weiten Bögen.
Die Schlucht ist vom Bayerischen Landesamt für Umwelt als Geotop 574R002 und als Naturdenkmal (ND-Nr. ND-05211) ausgewiesen. Dennoch wird besonders im oberen Teil der Schlucht immer wieder Müll abgeladen.

## Geologie
Im Lauf der Jahrtausende hat sich der Bach hier in die Schichten des Rhät-Lias-Sandsteins und der Oberen Feuerletten eingegraben und so natürliche Gesteinsaufschlüsse geschaffen. Vor etwa 200 Millionen Jahren, in der Übergangszeit zwischen Trias (Oberer Keuper = Rhät) und Schwarzem Jura (Lias), gab es in Mittelfranken im Nordwesten ein flaches Binnenmeer vor einem Festland im Südosten. In diesem Flachwassermeer wurden feinkörnige und sandige Sedimente abgelagert, die sich später zu Ton- und Sandstein verfestigten. Da man nicht klar unterscheiden kann, welche der Gesteine dem Rhät und welche dem Lias zuzuordnen sind, bezeichnet man sie summarisch als Rhät-Lias-Übergangsschichten.
Rund um Altdorf findet man weitere ähnliche Rhätschluchten.

## Zugang
Die Schlucht ist ganzjährig frei zugänglich und kann von Röthenbach aus gut zu Fuß erreicht werden. Von dort führt ein kleiner unmarkierter Pfad am Bach entlang und endet an der Unterquerung der Autobahn A 6. Der Pfad erfordert gutes Schuhwerk und Trittsicherheit. Die Holzstege sind größtenteils morsch und verfallen (Stand Ende 2013). Ein Besuch bei Hochwasser ist nicht zu empfehlen.

## Bilder

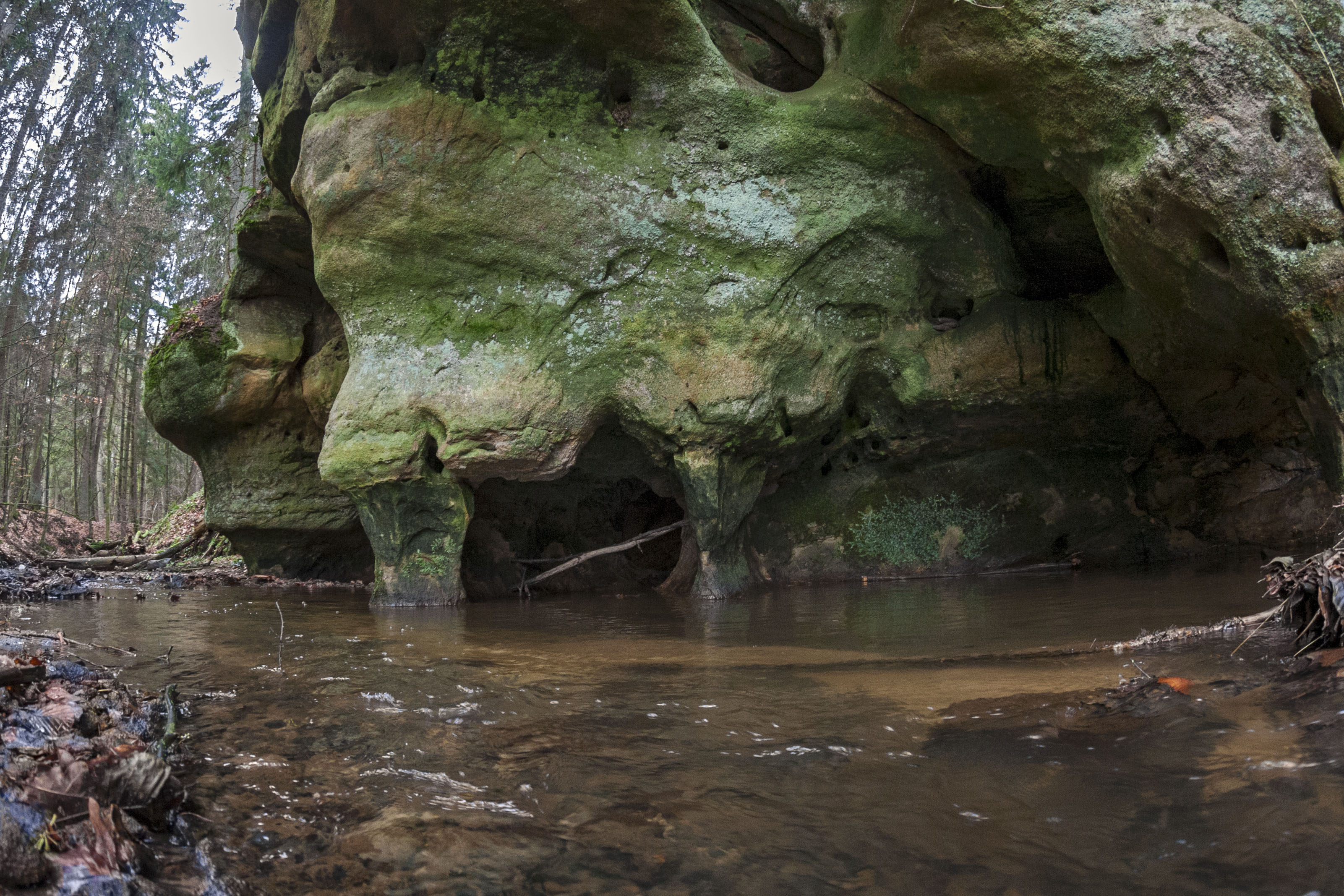
Fels mit Unterspülung
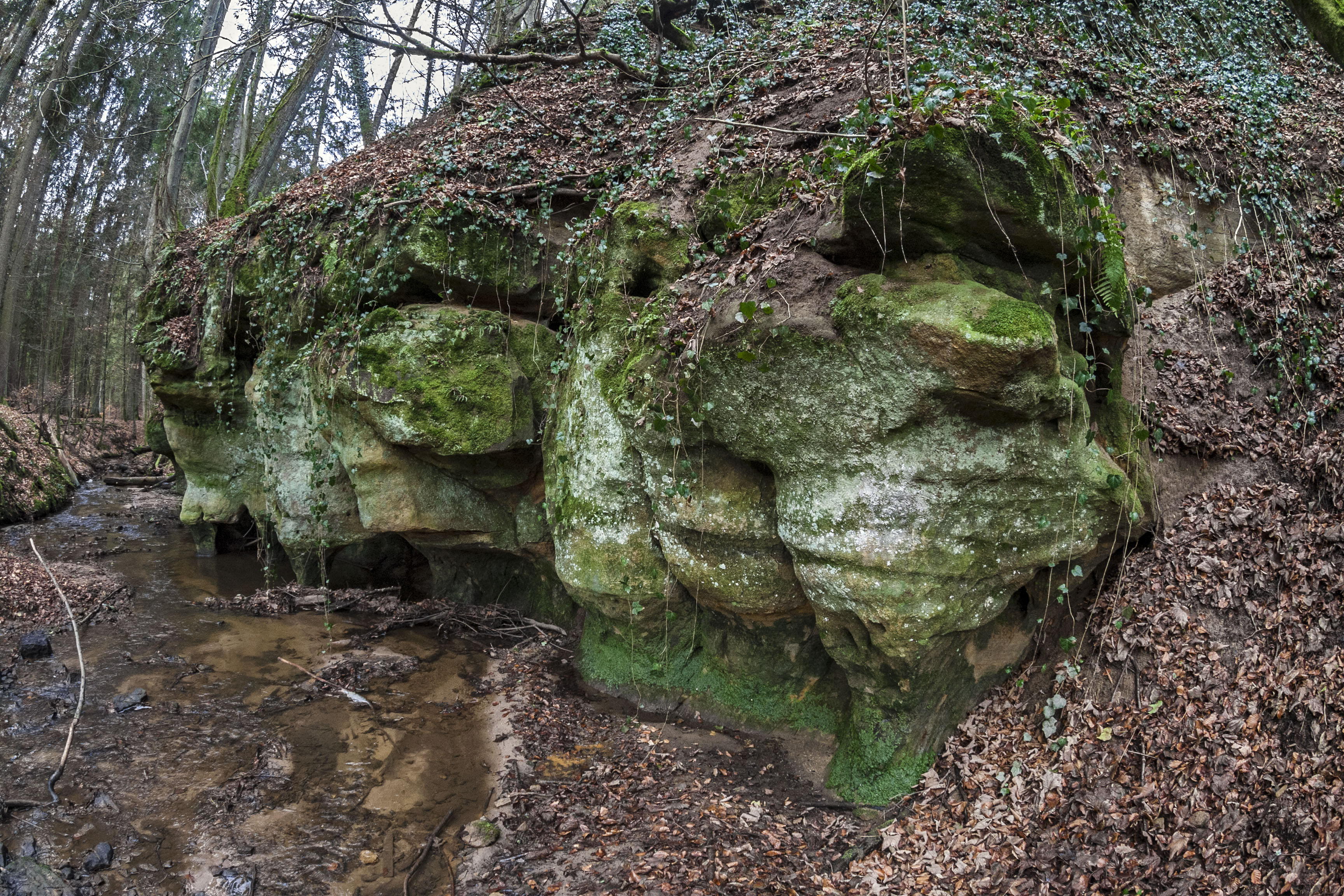
Felswand
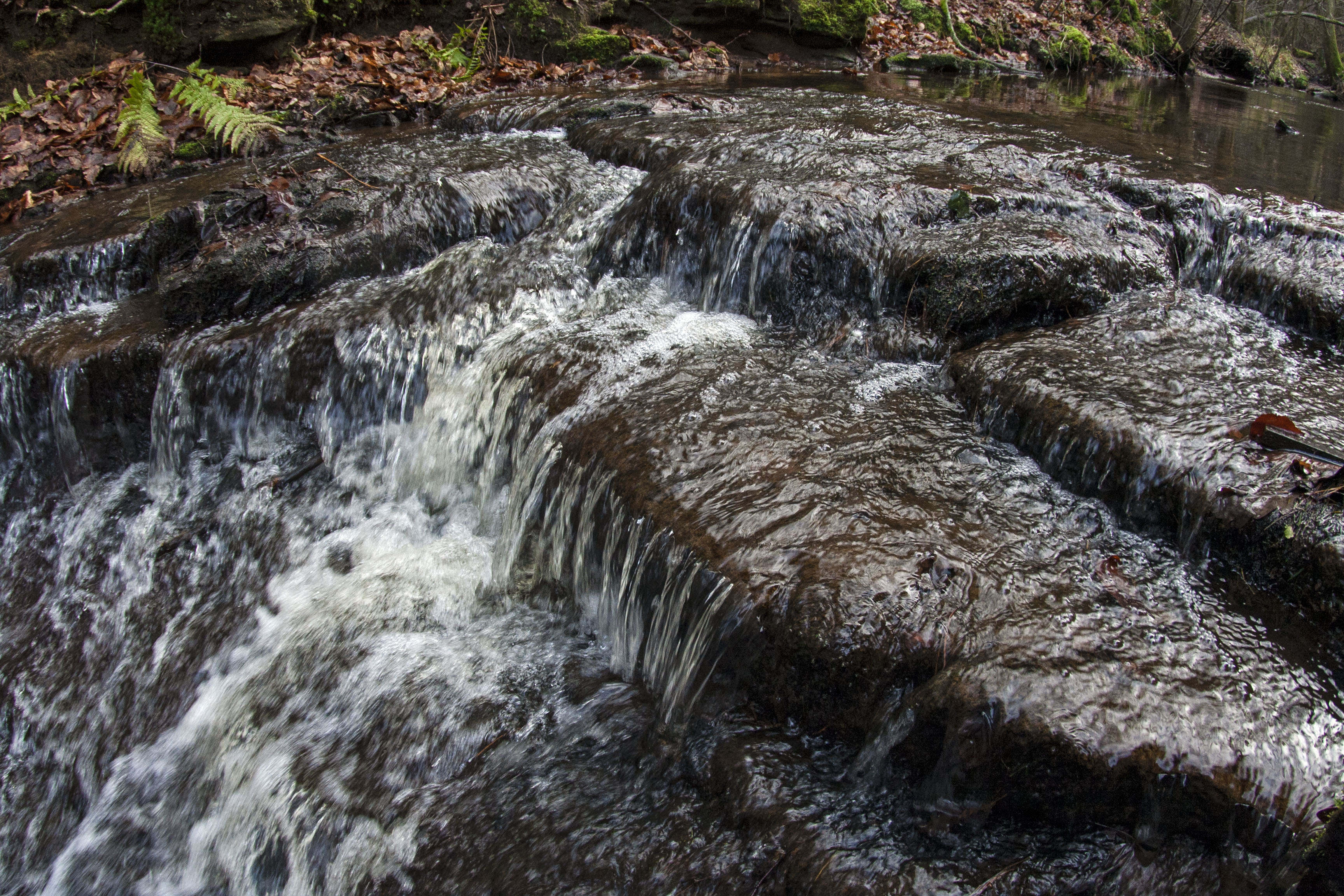
Wasserfallkante
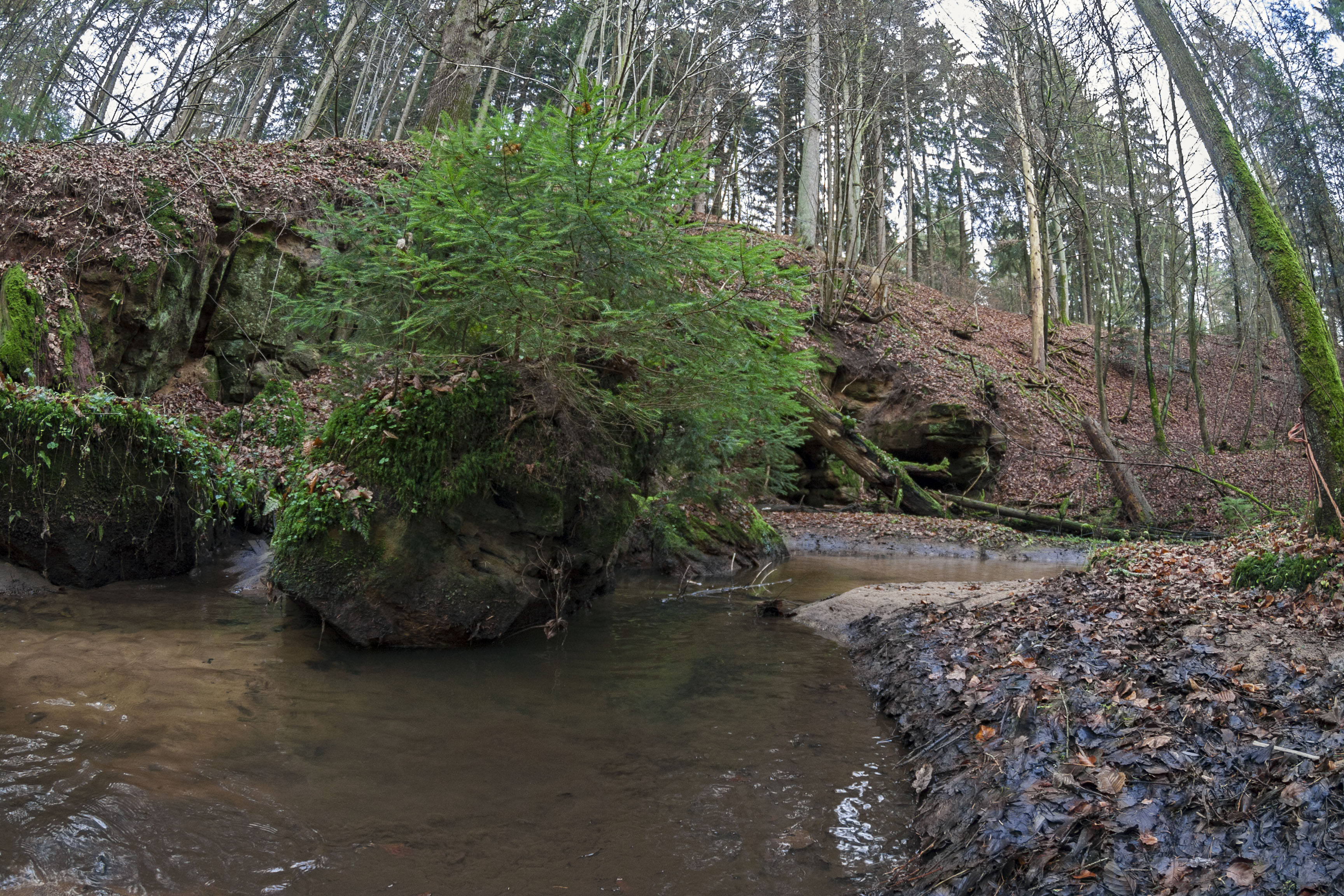
Felssturz, jetzt bewachsen
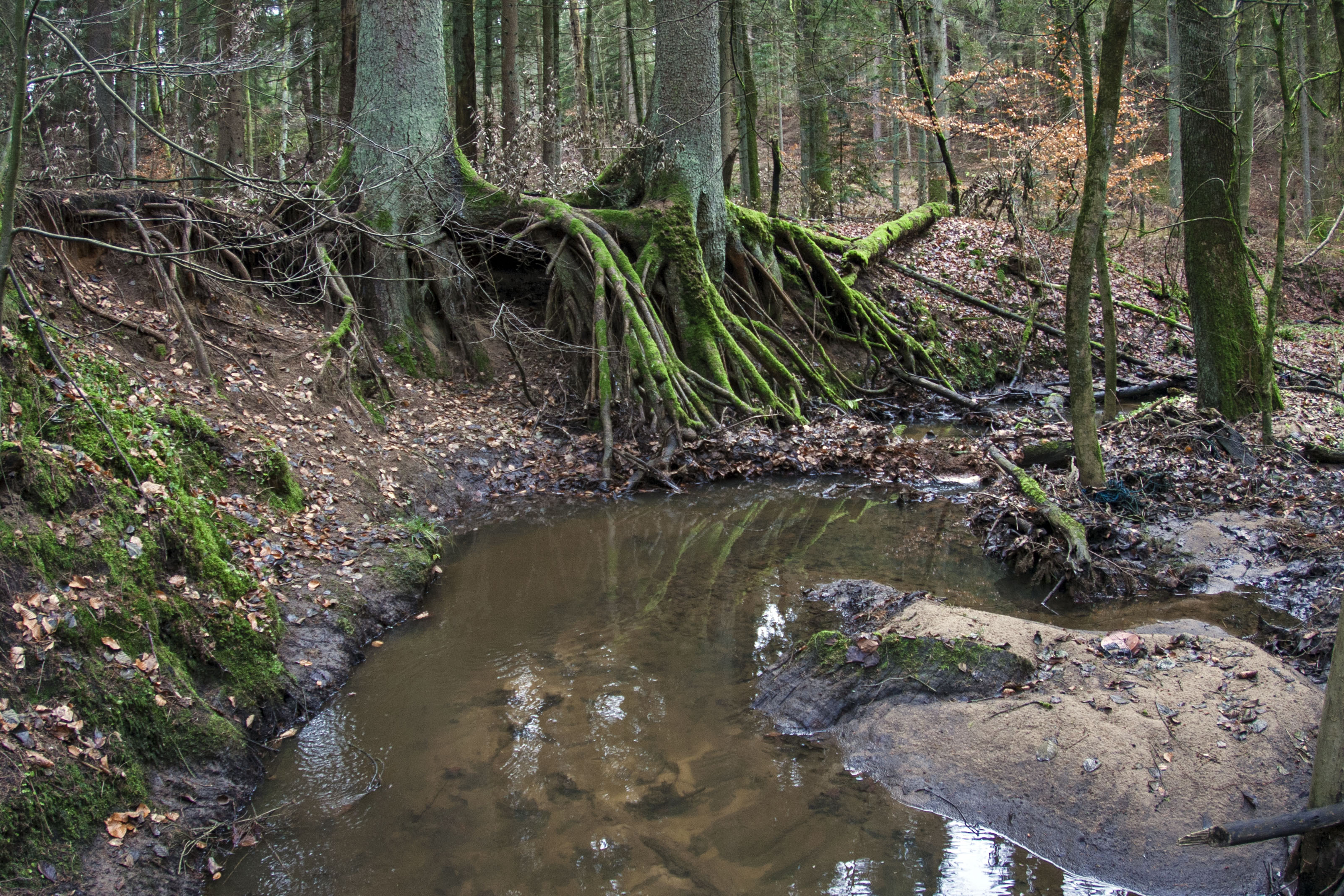
Mäander mit typischen Prallhang
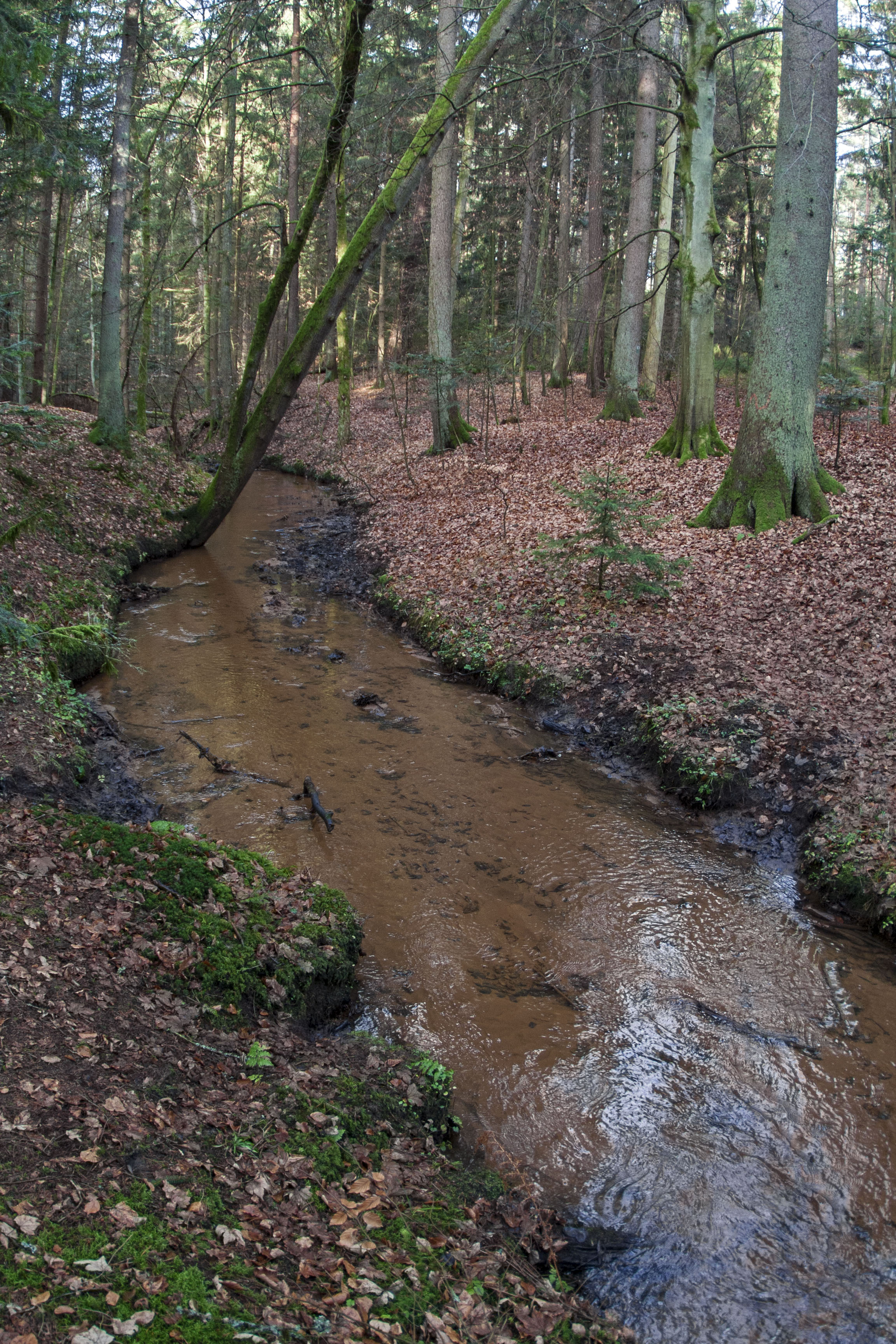
Das Flüsschen Röthenbach